# Verbandsliga Brandenburg 2005/06
Die Verbandsliga Brandenburg 2005/06 war die 16. Spielzeit und die zwölfte als fünfthöchste Spielklasse im Fußball der Männer. 
Der SV Germania 90 Schöneiche wurde in dieser Saison zum ersten Mal Landesmeister in Brandenburg und stieg damit in die Fußball-Oberliga Nordost auf. Der SV Altlüdersdorf errang, mit 3 Punkten Rückstand, die Vizemeisterschaft. Zur Winterpause führte der SV Altlüdersdorf nach der Hinrunde die Tabelle der Verbandsliga Brandenburg an und errang damit den inoffiziellen Titel des Herbstmeisters.
Als Absteiger standen nach dem 32. Spieltag der FSV Union Fürstenwalde, FC Stahl Brandenburg und der SC Oberhavel Velten fest und mussten in die Landesliga absteigen.

## Teilnehmer
An der Spielzeit 2005/06 nahmen insgesamt 17 Vereine teil.
| ▼Absteiger aus der Oberliga Nordost 2004/05 | ▼Absteiger aus der Oberliga Nordost 2004/05 |
| ------------------------------------------- | ------------------------------------------- |
| FSV Optik Rathenow                          | Eisenhüttenstädter FC Stahl                 |

| Mannschaften aus der Verbandsliga Brandenburg 2004/05 | Mannschaften aus der Verbandsliga Brandenburg 2004/05 | Mannschaften aus der Verbandsliga Brandenburg 2004/05 |
| ----------------------------------------------------- | ----------------------------------------------------- | ----------------------------------------------------- |
| Frankfurter FC Viktoria 91                            | SV Altlüdersdorf                                      | SV Germania 90 Schöneiche                             |
| FSV Union Fürstenwalde                                | SV Babelsberg 03 II                                   | SV Schwarz-Rot Neustadt (Dosse)                       |
| FC Schwedt 02                                         | Breesener SV Guben Nord                               | SC Oberhavel Velten                                   |
| FC Stahl Brandenburg                                  | FSV 63 Luckenwalde                                    | SG Burg                                               |
| Brandenburger SC Süd 05                               |                                                       |                                                       |

| ▲Aufsteiger aus der Landesliga 2004/05 | ▲Aufsteiger aus der Landesliga 2004/05 |
| -------------------------------------- | -------------------------------------- |
| FC Strausberg                          | SG Blau-Gelb Laubsdorf                 |

## Abschlusstabelle
| Pl. | Verein                          | Sp. | S  | U  | N  | Tore    | Diff. | Punkte |
| --- | ------------------------------- | --- | -- | -- | -- | ------- | ----- | ------ |
| 1.  | SV Germania 90 Schöneiche       | 32  | 22 | 3  | 7  | 069:270 | +42   | 69     |
| 2.  | SV Altlüdersdorf                | 32  | 19 | 9  | 4  | 067:310 | +36   | 66     |
| 3.  | FSV Optik Rathenow (A)          | 32  | 15 | 8  | 9  | 059:490 | +10   | 53     |
| 4.  | FC Schwedt 02                   | 32  | 14 | 8  | 10 | 056:460 | +10   | 50     |
| 5.  | SG Burg                         | 32  | 13 | 9  | 10 | 058:470 | +11   | 48     |
| 6.  | Brandenburger SC Süd 05         | 32  | 12 | 10 | 10 | 044:470 | −3    | 46     |
| 7.  | SV Schwarz-Rot Neustadt (Dosse) | 32  | 13 | 6  | 13 | 048:540 | −6    | 45     |
| 8.  | SV Babelsberg 03 II             | 32  | 11 | 10 | 11 | 043:440 | −1    | 43     |
| 9.  | Breesener SV Guben Nord         | 32  | 11 | 9  | 12 | 051:550 | −4    | 42     |
| 10. | FC Strausberg (N)               | 32  | 12 | 6  | 14 | 047:520 | −5    | 42     |
| 11. | Frankfurter FC Viktoria 91      | 32  | 10 | 10 | 12 | 049:450 | +4    | 40     |
| 12. | SG Blau-Gelb Laubsdorf (N)      | 32  | 10 | 10 | 12 | 042:530 | −11   | 40     |
| 13. | FSV 63 Luckenwalde              | 32  | 11 | 6  | 15 | 055:580 | −3    | 39     |
| 14. | Eisenhüttenstädter FC Stahl (A) | 32  | 10 | 8  | 14 | 056:650 | −9    | 38     |
| 15. | FSV Union Fürstenwalde          | 32  | 9  | 9  | 14 | 056:620 | −6    | 36     |
| 16. | FC Stahl Brandenburg            | 32  | 7  | 8  | 17 | 036:630 | −27   | 29     |
| 17. | SC Oberhavel Velten             | 32  | 5  | 7  | 20 | 033:710 | −38   | 22     |

| (A) | Absteiger aus der Oberliga Nordost 2004/05 |
| (N) | Aufsteiger aus der Landesliga 2004/05      |

## Kreuztabelle
Die Kreuztabelle stellt die Ergebnisse aller Spiele dieser Saison dar. Die Heimmannschaft ist in der linken Spalte, die Gastmannschaft in der oberen Zeile aufgelistet.
| 2005/06                         | SV Germania 90 Schöneiche | SV Altlüdersdorf | FSV Optik Rathenow | FC Schwedt 02 | SG Burg | Brandenburger SC Süd 05 | SV Schwarz-Rot Neustadt (Dosse) | SV Babelsberg 03 II | Breesener SV Guben Nord | FC Strausberg | Frankfurter FC Viktoria 91 | SG Blau-Gelb Laubsdorf | FSV 63 Luckenwalde | Eisenhüttenstädter FC Stahl | FSV Union Fürstenwalde | FC Stahl Brandenburg | SC Oberhavel Velten |
| ------------------------------- | ------------------------- | ---------------- | ------------------ | ------------- | ------- | ----------------------- | ------------------------------- | ------------------- | ----------------------- | ------------- | -------------------------- | ---------------------- | ------------------ | --------------------------- | ---------------------- | -------------------- | ------------------- |
| SV Germania 90 Schöneiche       |                           | 2:1              | 2:0                | 2:0           | 1:1     | 0:0                     | 3:2                             | 2:1                 | 1:0                     | 5:1           | 4:0                        | 5:0                    | 2:0                | 4:1                         | 3:0                    | 3:1                  | 6:1                 |
| SV Altlüdersdorf                | 3:1                       |                  | 1:1                | 0:0           | 1:0     | 3:2                     | 2:1                             | 1:0                 | 2:0                     | 2:1           | 0:0                        | 3:1                    | 4:1                | 3:1                         | 3:3                    | 6:2                  | 0:1                 |
| FSV Optik Rathenow              | 0:2                       | 1:1              |                    | 6:1           | 3:1     | 3:1                     | 0:0                             | 2:3                 | 2:4                     | 3:2           | 3:1                        | 0:2                    | 3:1                | 4:2                         | 2:1                    | 2:1                  | 4:1                 |
| FC Schwedt 02                   | 1:0                       | 2:1              | 3:1                |               | 2:2     | 2:3                     | 2:0                             | 3:3                 | 1:2                     | 4:0           | 3:1                        | 0:0                    | 2:1                | 2:2                         | 2:3                    | 2:1                  | 0:0                 |
| SG Burg                         | 0:2                       | 2:0              | 4:1                | 2:1           |         | 4:1                     | 3:1                             | 0:1                 | 1:1                     | 2:1           | 2:1                        | 3:1                    | 1:2                | 2:4                         | 2:2                    | 2:2                  | 3:3                 |
| Brandenburger SC Süd 05         | 1:0                       | 0:4              | 0:3                | 0:2           | 2:1     |                         | 1:2                             | 0:0                 | 2:2                     | 1:0           | 1:1                        | 4:0                    | 1:0                | 3:2                         | 2:1                    | 2:1                  | 3:0                 |
| SV Schwarz-Rot Neustadt (Dosse) | 1:4                       | 2:3              | 2:1                | 2:4           | 2:1     | 0:0                     |                                 | 1:2                 | 0:2                     | 1:2           | 4:3                        | 1:1                    | 0:4                | 2:2                         | 2:5                    | 5:2                  | 3:0                 |
| SV Babelsberg 03 II             | 1:2                       | 1:4              | 1:1                | 0:1           | 1:0     | 1:1                     | 1:2                             |                     | 0:3                     | 3:1           | 1:1                        | 0:0                    | 0:0                | 1:4                         | 1:1                    | 4:3                  | 1:2                 |
| Breesener SV Guben Nord         | 1:1                       | 1:4              | 1:1                | 2:5           | 0:1     | 5:1                     | 0:1                             | 2:5                 |                         | 3:2           | 2:2                        | 3:2                    | 4:2                | 1:3                         | 0:2                    | 0:0                  | 1:1                 |
| FC Strausberg                   | 2:0                       | 0:0              | 5:0                | 2:1           | 2:2     | 1:1                     | 1:1                             | 2:0                 | 1:0                     |               | 2:2                        | 0:1                    | 1:2                | 2:1                         | 3:1                    | 0:0                  | 3:1                 |
| Frankfurter FC Viktoria 91      | 0:2                       | 0:1              | 1:1                | 2:0           | 0:0     | 2:1                     | 0:1                             | 0:3                 | 0:1                     | 3:0           |                            | 0:3                    | 3:1                | 1:1                         | 2:2                    | 4:0                  | 5:0                 |
| SG Blau-Gelb Laubsdorf          | 0:3                       | 2:2              | 1:2                | 1:0           | 1:4     | 0:1                     | 1:1                             | 0:0                 | 1:1                     | 2:1           | 3:2                        |                        | 4:5                | 0:3                         | 1:0                    | 0:0                  | 3:0                 |
| FSV 63 Luckenwalde              | 2:1                       | 2:3              | 1:2                | 2:2           | 0:1     | 1:1                     | 3:1                             | 1:1                 | 1:1                     | 0:2           | 2:4                        | 1:2                    |                    | 3:0                         | 4:1                    | 1:1                  | 4:2                 |
| Eisenhüttenstädter FC Stahl     | 4:1                       | 0:5              | 1:1                | 2:2           | 2:5     | 1:4                     | 0:1                             | 1:3                 | 2:4                     | 1:2           | 1:1                        | 2:2                    | 4:1                |                             | 1:1                    | 2:0                  | 2:1                 |
| FSV Union Fürstenwalde          | 1:0                       | 0:0              | 2:2                | 2:0           | 2:4     | 3:3                     | 0:1                             | 2:0                 | 5:1                     | 4:0           | 0:3                        | 1:3                    | 1:4                | 1:2                         |                        | 3:4                  | 0:0                 |
| FC Stahl Brandenburg            | 1:3                       | 1:1              | 0:3                | 0:3           | 2:0     | 0:0                     | 0:1                             | 0:2                 | 0:3                     | 4:3           | 0:3                        | 4:3                    | 0:1                | 1:0                         | 3:1                    |                      | 2:0                 |
| SC Oberhavel Velten             | 0:2                       | 0:3              | 0:1                | 1:3           | 2:2     | 2:1                     | 1:4                             | 1:2                 | 3:0                     | 1:2           | 0:1                        | 1:1                    | 3:2                | 1:2                         | 4:5                    | 0:0                  |                     |

## Statistiken

### Torschützenliste
| Pl. | Spieler         | Mannschaft         | Tore |
| --- | --------------- | ------------------ | ---- |
| 1.  | Nico Wendlandt  | FC Schwedt 02      | 24   |
| 2.  | Renè Handreck   | SG Burg            | 17   |
| 3.  | Torsten John    | SG Burg            | 16   |
| 3.  | Marcin Lapinski | SV Altlüdersdorf   | 16   |
| 5.  | Dejan Kljajic   | SV Altlüdersdorf   | 15   |
| 5.  | Tilo Lindner    | FSV 63 Luckenwalde | 15   |

### Zuschauertabelle
| Pl.    | Verein | Verein                          | Spiele | Zuschauer | ø pro Spiel |
| ------ | ------ | ------------------------------- | ------ | --------- | ----------- |
| 01.    |        | FSV 63 Luckenwalde              | 16     | 5.136     | 321         |
| 02.    |        | FC Stahl Brandenburg            | 16     | 4.715     | 295         |
| 03.    |        | FC Strausberg                   | 16     | 4.090     | 256         |
| 04.    |        | Brandenburger SC Süd 05         | 16     | 3.957     | 247         |
| 05.    |        | SV Germania 90 Schöneiche       | 16     | 3.593     | 225         |
| 06.    |        | FSV Union Fürstenwalde          | 16     | 3.010     | 188         |
| 07.    |        | Breesener SV Guben Nord         | 15     | 2.959     | 197         |
| 08.    |        | SV Altlüdersdorf                | 16     | 2.888     | 180         |
| 09.    |        | FC Schwedt 02                   | 16     | 2.809     | 176         |
| 10.    |        | Eisenhüttenstädter FC Stahl     | 16     | 2.579     | 161         |
| 11.    |        | FSV Optik Rathenow              | 16     | 2.401     | 150         |
| 12.    |        | SG Blau-Gelb Laubsdorf          | 16     | 2.275     | 142         |
| 13.    |        | SG Burg                         | 16     | 2.050     | 128         |
| 14.    |        | SV Schwarz-Rot Neustadt (Dosse) | 16     | 1.935     | 121         |
| 15.    |        | Frankfurter FC Viktoria 91      | 16     | 1.895     | 118         |
| 16.    |        | SV Babelsberg 03 II             | 16     | 1.685     | 105         |
| 17.    |        | SC Oberhavel Velten             | 17     | 1.291     | 81          |
| Gesamt | Gesamt | Gesamt                          | Gesamt | 49.261    | 181         |